# Teoria dei numeri

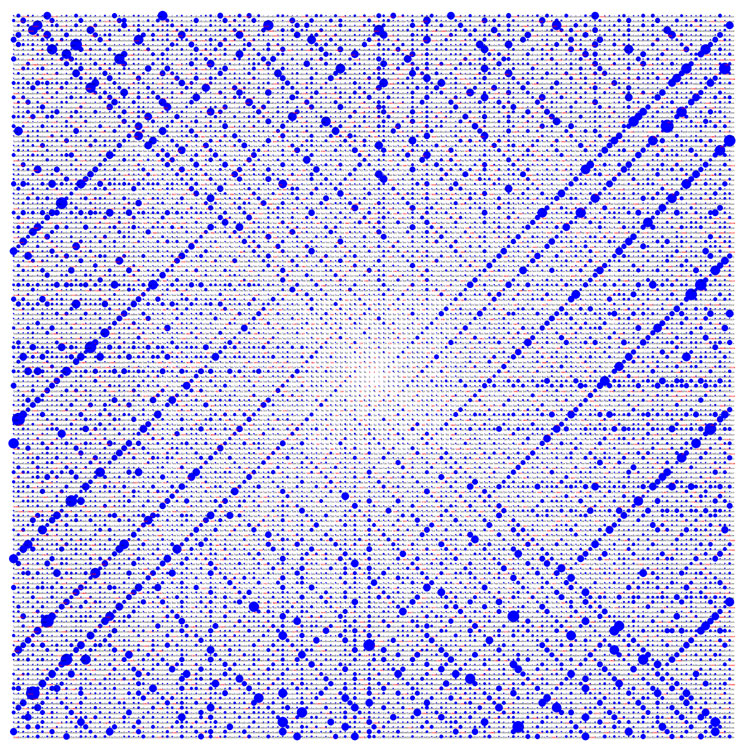
La distribuzione dei numeri primi è un argomento di studio centrale nella teoria dei numeri. Questa spirale di Ulam la rappresenta, evidenziando in particolare l'indipendenza condizionata tra essere primo ed essere un valore di certi polinomi quadratici

Tradizionalmente, la teoria dei numeri è quel ramo della matematica pura che si occupa delle proprietà dei numeri interi e contiene molti problemi aperti la cui formulazione può essere compresa anche da chi non è un matematico. Più in generale, la materia è giunta ad occuparsi di una più ampia classe di problemi che sono sorti naturalmente dallo studio degli interi. 
La teoria dei numeri può essere divisa in diversi campi a seconda dei metodi utilizzati e dei problemi studiati. 
Il termine "aritmetica" viene anche utilizzato per riferirsi alla teoria dei numeri. Questo termine è piuttosto vecchio e non è più popolare come una volta. Tuttavia il termine rimane prevalente, ad esempio, nel nome dei "campi" matematici (geometria algebrica aritmetica e l'aritmetica delle curve ellittiche e delle superfici). Questo significato della parola aritmetica non dovrebbe essere confuso con la branca della logica che studia l'aritmetica intesa come sistema formale. 

## Branche e caratteristiche della teoria dei numeri
Nella teoria dei numeri elementare, gli interi sono studiati senza l'uso di tecniche provenienti da altri settori della matematica. Rientrano in questa parte le questioni di divisibilità, l'algoritmo di Euclide per calcolare il massimo comune divisore, la fattorizzazione di interi in numeri primi, lo studio dei numeri perfetti e le congruenze. Tipiche asserzioni sono il piccolo teorema di Fermat e il teorema di Eulero (che è una sua generalizzazione), il teorema cinese del resto e la legge di reciprocità quadratica. Vengono indagate le proprietà delle funzioni moltiplicative come la funzione di Möbius e la funzione φ di Eulero; come pure le successioni di interi come i fattoriali e i numeri di Fibonacci.
Molti problemi della teoria dei numeri elementare sono eccezionalmente profondi e allo stato attuale richiedono nuove idee. Esempi sono:
- la congettura di Goldbach (debole e forte), che riguarda l'espressione dei numeri pari come somma di numeri primi,
- la congettura di Polignac,
- la congettura di Chen,
- la congettura dei numeri primi gemelli riguardo all'esistenza di infiniti primi gemelli,
- la congettura dei numeri di Sophie Germain,
- la nuova congettura di Mersenne,
- la congettura dei numeri perfetti,
- la congettura di Collatz che riguarda le condizioni di terminazione di un algoritmo iterativo.
- Il teorema di Matiyasevich, che ha dimostrato che la teoria delle equazioni diofantee è indecidibile (vedi il decimo problema di Hilbert).

La teoria analitica dei numeri sfrutta i meccanismi del calcolo infinitesimale e dell'analisi complessa per affrontare problemi sui numeri interi. Alcuni esempi sono il teorema dei numeri primi e la collegata ipotesi di Riemann. Anche problemi della teoria dei numeri elementare come il problema di Waring (rappresentare un numero dato come somma di quadrati, cubi, ecc.), la congettura dei numeri primi gemelli e la congettura di Goldbach vengono attaccati con metodi analitici. Anche le dimostrazioni di trascendenza delle costanti matematiche, come π o e, vengono classificate nella teoria dei numeri analitica. Mentre le affermazioni sui numeri trascendenti sembrerebbero non riguardare i numeri interi, esse studiano in realtà la possibilità di certi numeri di essere rappresentati come radici di un polinomio a coefficienti interi; i numeri trascendenti sono inoltre strettamente collegati all'approssimazione Diofantea, che studia la precisione con cui un dato numero reale può essere approssimato da un numero razionale.
Nella teoria dei numeri algebrica, il concetto di numero viene generalizzato a quello di numero algebrico che è radice di un polinomio a coefficienti interi. Questi domini contengono elementi analoghi agli interi, chiamati interi algebrici.
In questo ambiente, è possibile che le proprietà familiari dei numeri interi (come l'unicità della fattorizzazione) non siano più verificate. La forza degli strumenti utilizzati — teoria di Galois, coomologia dei campi, teoria dei campi delle classi, rappresentazioni dei gruppi e funzioni L — è quella di consentire (almeno in parte) di recuperare l'ordine per questa nuova classe di numeri.
Molti problemi di teoria dei numeri vengono attaccati più facilmente studiandole modulo p per tutti i numeri primi p (vedi campi finiti). Questo metodo è chiamato localizzazione e porta alla costruzione dei numeri p-adici; questo settore di studi è chiamato analisi locale e nasce dalla teoria dei numeri algebrica.
La teoria geometrica dei numeri incorpora tutte le forme di geometria. Comincia con il teorema di Minkowski sui punti reticolari negli insiemi convessi e lo studio dell'impacchettamento delle sfere. Viene spesso impiegata anche la geometria algebrica, specialmente la teoria delle curve ellittiche. Il famoso ultimo teorema di Fermat fu dimostrato utilizzando queste tecniche.
Infine, la teoria dei numeri computazionale studia algoritmi importanti nella teoria dei numeri. Algoritmi efficienti per la verifica della primalità e la fattorizzazione di interi hanno importanti applicazioni nella crittografia.

## Storia della teoria dei numeri
La teoria dei numeri, uno degli argomenti preferiti presso gli antichi greci, vide la sua rinascita nel sedicesimo e nel XVII secolo nelle opere di Viète, Bachet de Méziriac, e soprattutto Pierre de Fermat. Nel XVIII secolo Euler e Lagrange diedero importanti contributi alla teoria, e al suo termine la disciplina iniziò ad avere una forma scientifica grazie ai grandi lavori di Legendre (1798), e Gauss (1801). Con le Disquisitiones Arithmeticae (1801) di Gauss può dirsi iniziata la moderna teoria dei numeri.
Chebyshev (1850) fornì utili margini per il numero di primi compresi tra due limiti. Riemann (1859) congetturò una formula asintotica migliorata per il teorema dei numeri primi, introdusse l'analisi complessa nella teoria della funzione zeta di Riemann, e, dai suoi zeri, derivò le formule esplicite della teoria dei numeri primi.
La teoria delle congruenze si può far risalire alle Disquisitiones di Gauss. Egli introdusse la notazione:
{\displaystyle a\equiv b{\pmod {c}},}
ed esplorò la maggior parte della materia. Nel 1847 Chebyshev pubblicò un lavoro in Russo sull'argomento, che fu reso popolare in Francia da Serret.
Oltre a riassumere il lavoro precedente, Legendre enunciò la legge di reciprocità quadratica. Questa legge, scoperta per induzione matematica ed enunciata da Eulero, fu provata per la prima volta da Legendre nel suo Théorie des Nombres (1798), sebbene soltanto per casi particolari. Indipendentemente da Eulero e Legendre, Gauss scoprì la legge intorno al 1795, e fu il primo a dare una dimostrazione generale. Altri personaggi eminenti che contribuirono alla materia sono: Cauchy; Dirichlet, di cui Vorlesungen über Zahlentheorie (Lezioni di teoria dei numeri) è un classico; Jacobi, che introdusse il simbolo di Jacobi; Liouville, Eisenstein, Kummer, e Kronecker. La teoria viene generalizzata per includere la legge di reciprocità cubica e biquadratica, (Gauss, Jacobi, Kummer).
È dovuta a Gauss anche la rappresentazione di interi in forme quadratiche. Cauchy, Poinsot (1845), Lebesgue(?) (1859, 1868), e specialmente Hermite contribuirono all'argomento. La teoria delle forme ternarie fu studiata da Eisenstein, e a lui ed a H. J. S. Smith sono dovuti notevoli progressi nella teoria delle forme in generale. Smith diede una classificazione completa delle forme ternarie quadratiche, e estese le ricerche di Gauss sulle forme quadratiche reali alle forme complesse. Gli studi riguardanti la rappresentazione dei numeri come somma di 4, 5, 6, 7, 8 quadrati furono portati avanti da Eisenstein e la teoria fu completata da Smith.
Dirichlet fu il primo a tenere delle lezioni sulla materia in una università tedesca. Tra i suoi contributi vi è l'estensione dell'ultimo teorema di Fermat, che Eulero e Legendre avevano risolto per {\displaystyle n=3,4}; Dirichlet provò che {\displaystyle x^{5}+y^{5}\neq az^{5}}. Tra gli ultimi scrittori francesi vi sono Borel; Poincaré, le cui memorie sono numerose e importanti; Tannery, e Stieltjes. Tra i personaggi più eminenti in Germania vi sono Kronecker, Kummer, Schering, Bachmann, e Richard Dedekind. In Austria l'opera Vorlesungen über allgemeine Arithmetik di Stolz (1885-86), e in Inghilterra la Theory of Numbers (Part I, 1892) di Mathews sono tra i lavori più completi. Genocchi, Sylvester, e Glaisher diedero altri contributi alla teoria.
Il matematico inglese G. H. Hardy fu uno dei fautori più appassionati della teoria dei numeri, e dedicò ad essa gran parte della sua vita.